# East Holme
East Holme – wieś w Anglii, w hrabstwie Dorset, w dystrykcie (unitary authority) Dorset. Leży 21 km na wschód od miasta Dorchester i 170 km na południowy zachód od Londynu.